# 劉鑠
劉 鑠（りゅう しゃく、元嘉8年（431年）- 元嘉30年7月29日（453年9月17日））は、南朝宋の皇族。南平穆王。文帝劉義隆の四男。字は休玄。

## 経歴
文帝と呉淑儀のあいだの子として生まれた。元嘉16年（439年）8月、南平王に封じられた。元嘉17年（440年）12月、都督湘州諸軍事・冠軍将軍・湘州刺史に任じられたが赴任せず、石頭に駐屯した。元嘉22年（445年）1月、使持節・都督南豫豫司雍秦并六州諸軍事・南豫州刺史に転じた。6月、南豫州が廃止されて寿陽を治所とする豫州に統合されると、劉鑠は豫州刺史となった。まもなく安蛮校尉を兼ねた。元嘉27年（450年）2月、平西将軍の号に進んだ。
北魏の太武帝が大軍を率いて陳郡や潁川郡に進攻し、汝南郡の懸瓠城を包囲した。北魏軍は昼夜を分かたず懸瓠城を攻め立てたが、南朝宋の汝南郡太守の陳憲が城を固守し、40日あまりも攻防を繰り広げた。劉鑠が安蛮司馬の劉康祖と寧朔将軍の臧質を派遣して懸瓠城を救援すると、北魏軍は攻城具を焼いて敗走した。
南朝宋が大軍を発して北伐し、劉鑠は中兵参軍の胡盛之を派遣して汝南に進出させ、到坦之を派遣して上蔡に進出させ、長社に向かわせた。北魏の長社戍主の魯爽が城を棄てて逃走し、到坦之は長社を陥落させた。到坦之は幢主の王陽児・張略らを派遣して小索に拠らせた。北魏の豫州刺史の僕蘭が大索から2000の兵を率いて王陽児を攻撃すると、王陽児は僕蘭を撃退した。到坦之らが大索に向けて進軍し、滎陽の鄭徳玄・張和が起兵して到坦之に呼応すると、僕蘭は虎牢に撤退した。到坦之は王陽児らと合流し、大索を確保すると、虎牢に向けて進軍した。劉鑠はまた安蛮司馬の劉康祖を派遣して到坦之の後詰めとした。北魏の永昌王拓跋仁が虎牢を救援すると、到坦之は敗れた。拓跋仁は勝利に乗じて進軍し、尉氏の河港で劉康祖と遭遇すると、劉康祖は敗れて戦死した。拓跋仁は進軍して寿陽を脅かして通過し、東から太武帝の本軍と長江北岸で合流した。
元嘉28年（451年）夏、北魏の荊州刺史魯爽と弟の魯秀らが、部下を率いて劉鑠のもとを訪れて降伏した。この年の7月、劉鑠の生母の呉淑儀が死去したため、劉鑠は建康に帰還した。葬儀を終えると寿陽にもどり、豫州刺史に復任した。ときに江夏王劉義恭が南兗州刺史をつとめて、盱眙に駐屯していたが、その母が死去したため、建康にもどった。当時南兗州の地は荒廃していたことから、文帝は南兗州を廃止して南徐州に統合し、別に淮南都督を置いて盱眙に駐屯させ、その任に劉鑠を当てようとした。しかし劉鑠は散騎常侍・撫軍将軍の位を受け、兵を率いて石頭に駐屯した。
元嘉30年（453年）2月、劉劭が文帝を殺害して即位すると、劉鑠はその下で中軍将軍となった。武陵王劉駿が劉劭を討つべく起兵すると、劉鑠は劉劭により使持節・都督南兗徐兗青冀幽六州諸軍事・征北将軍・開府儀同三司・南兗州刺史に任じられた。柳元景が劉駿の軍の先鋒として新亭に進軍してくると、劉劭は自ら柳元景を攻撃し、劉鑠は劉劭に随行した。4月、江夏王劉義恭が劉駿のもとに逃亡すると、劉鑠は劉劭の命を受けて東府を守備し、侍中・驃騎将軍・録尚書事となった。劉劭は蔣侯神（蔣歆、字は子文）の神像を宮中に入れて、劉駿を呪詛したが、その策文は劉鑠が作らされた。5月、孝武帝劉駿の軍が宮中に入ると、劉鑠は始興王劉濬とともに孝武帝に降伏し、劉濬は処刑された。劉鑠は孝武帝に迎えられて、侍中・司空に任じられた。文帝の喪が明けていないことを理由に侍中の位を辞退した。
7月、劉鑠は孝武帝により毒殺された。享年は23。侍中・司徒の位を追贈された。

## 妻子

### 妻
- 江氏（3子を生んだ。前廃帝の景和末年(465年)、3子の命を盾に後宮に入るよう迫られたが肯んぜず、3子を殺害され、自身も鞭打たれた）

### 男子
- 劉敬猷（後嗣、黄門郎）
- 劉敬淵（南安県侯、後軍将軍）
- 劉敬先（廬陵王劉紹の後を嗣いだ）

いずれも前廃帝に処刑された

## 伝記資料
- 『宋書』巻72 列伝第32
- 『南史』巻14 列伝第4